# Takizawa Katsumi
Takizawa Katsumi (japanisch 滝沢 克己; * 8. März 1909 in Utsunomiya; † 26. Juni 1984 in Fukuoka) war ein japanischer Religionsphilosoph.

## Leben
Takizawas Familie hatte einen zen-buddhistischen Hintergrund, Takizawa selbst war allerdings zunächst nicht religiös interessiert. 1927 begann er ein Jurastudium an der Universität Tokio, wechselte aber kurz darauf an die Philosophische Fakultät der Universität Kyūshū, wo er sich auf die europäische Philosophie der Neuzeit spezialisierte. Er war ein akademischer Schüler von Kitaro Nishida. Im November 1933 kam Takizawa mit einem Auslandsstipendium nach Deutschland und schrieb sich an der Philosophischen Fakultät der Humboldt-Universität zu Berlin ein, wechselte aber im folgenden Sommersemester an die Universität Bonn, wo Karl Barth Systematische Theologie lehrte. Nishida hatte ihn bereits in Japan auf Barth aufmerksam gemacht. Da Barth den Amtseid auf Adolf Hitler verweigerte, wurde er suspendiert. Takizawa wechselte auf Barths Empfehlung hin 1935 an die Philipps-Universität Marburg und hörte dort Rudolf Bultmann. Er kehrte im gleichen Jahr nach Japan zurück und wurde Assistent, ab 1943 bis zu seiner Emeritierung 1971 Professor für Philosophie an der Universität Kyūshū.
Gegenüber Barth, mit dem er lange im Briefwechsel stand, äußerte Takizawa Bedauern, dass er nichts getan habe, um „den verrückten Krieg“ (den Zweiten Weltkrieg) zu verhindern. Während des Koreakriegs war Takizawa in der Friedensbewegung aktiv, später beteiligte er sich an Demonstrationen gegen den Vietnamkrieg.
Am 21. Dezember 1958 ließ Takizawa sich zusammen mit seiner Frau in einer evangelischen Kirche ihres Wohnorts Fukuoka taufen.

## Lehre
Takishawa unterschied als Religionsphilosoph die Wirklichkeit der Offenbarung Gottes (von ihm als „Immanuel I“ bezeichnet) von der spezifischen Gestalt einer Religion in der Geschichte („Immanuel II“). Das Christentum in seiner geschichtlichen Ausprägung könne als „Immanuel II“ nicht verabsolutiert werden, so Takizawas Kritik an Barth. Dem historischen Menschen Jesus von Nazareth kommt nach Takizawa keine Absolutheit zu, wohl aber dem immanenten Logos („Immanuel Christus“); auch hier unterschied sich Takizawa markant von Barth.